# Durch Schönheit zur Freiheit
Durch Schönheit zur Freiheit ist der Titel eines gleichnamigen Buches des Historikers Georg Schmidt und zugleich ein Gesellschaftskonzept um 1800 in Weimar und Jena.
Im Kern geht es Schmidt um die Darstellung der kleinen Welt Weimar-Jena so, wie sie Goethe 1776 mit seinem Eintreffen in Weimar kennengelernt hatte hin zu dem kulturellen Zentrum Deutschlands, was sich in den folgenden Jahrzehnten herausbildete. Eine katastrophale Infrastruktur, ein abgebranntes Stadtschloss, das Goethe nicht nur als Ruine aus der Ferne sah, sondern er wohnte zeitweilig sogar in unmittelbarer Nähe! Im Burgplatz 1 hatte er seine erste Wohnung in Weimar. In der provinziellen Doppelstadt Weimar-Jena hatten die bedeutendsten Dichter und Denker einerseits eine katastrophale Ausgangslage vorgefunden. Andererseits durch den Weimarer Hof insbesondere durch Herzogin Anna Amalia bzw. Carl August zugleich einen interessierten Part gefunden fanden sie zugleich einen Gestaltungsfreiraum, der anderenorts so nicht vorhanden gewesen war. Dieser Umstand hatte Goethe, Schiller, Wieland und Herder nicht nur in diese Provinz kommen lassen, sondern diese hier auch bleiben lassen. Diesen Zustand wollten sie ändern. Sie waren jedoch nicht nur Schöngeister, sondern auch in Weimar begehrte Fachleute, wie Schmidt klarstellt. Das spiegelt sich auch in der Kulturpolitik wider. Schon auf dem Klappentext auf Schmidt's Buch ist zu lesen: Das klassische Weimar beginnt in den frühen 1770er-Jahren, als sich in Deutschland das bleierne Gefühl des Stillstands und Verharrens verbreitete und neue Impulse dringend benötigt wurden. Vor dem Hintergrund des dramatischen Zeitgeschehens schildert Georg Schmidt den Alltag an Ilm und Saale, lässt Motive und Netzwerke der Akteure verständlich werden und zeigt, wie die befruchtende Symbiose aus Hof und Universität, Dilettantismus und Wissenschaft, Aufklärung und Klassik, Romantik und Idealismus die Doppelstadt zu einem Brennpunkt geistiger Bestrebungen in Deutschland werden ließ. In Schmidt's Buch geht es auch um die Entstehung des Mythos Weimar und zugleich um dessen Entmythologisierung. An der Entstehung dieses Mythos hatte nicht zuletzt Goethe nachweislich selbst gearbeitet. Dabei spielen wichtige historische Ereignisse und Bewegungen eine tragende Rolle wie die Romantik (Caspar David Friedrich hatte in Weimar seinen Ruf als Maler begründet.), Italienische Reise Goethes 1786 bis 1788, die Schlacht bei Jena und Auerstedt 1806, die Befreiungskriege und das Wartburgfest. Es geht um Illusionen von deutscher Größe, Kultur und Geselligkeit als politisches Mittel, Humanität. Außer diesen direkt auf die lokale Ebene betreffenden Erereignisse spielte die Französische Revolution von 1789 eine bedeutende Rolle. Seine unbeugsame Haltung zu ihr kostete Johann Gottlieb Fichte seine Jenaer Professur. Die Kunst war Mittel und zugleich moralische Instanz zur Erlangung von Freiheit. Verbrechen an der Menschheit hat dieses Konzept jedoch nicht verhindert.